# Hartmann af Württemberg
Hartmann af Württemberg (født 1160 – død 1240) var greve af Württemberg. Han regerede fra 1181 til sin død i 1240.